# Le Bouscat
 Le Bouscat egy francia település Gironde megyében az Aquitania régióban. Lakosainak száma 24 262 fő (2022. január 1.).

## Földrajz

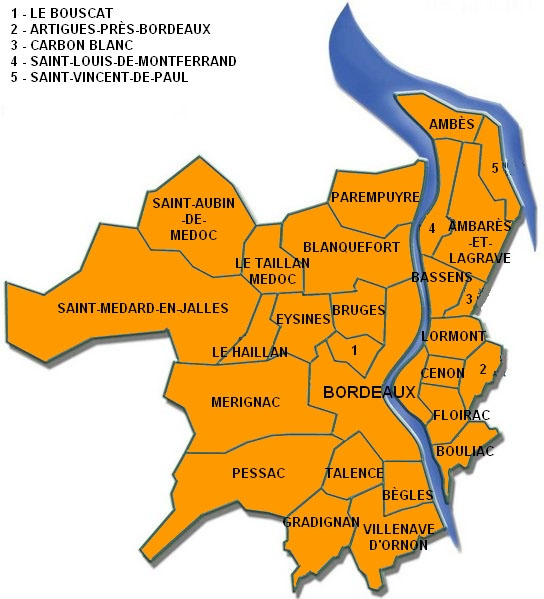
Elhelyezkedése CUB-on belül

## Adminisztráció
Polgármesterek:
- 2001–2020 Patrick Bobet

## Demográfia
| Lakosok száma | 22 550 | 20 906 | 21 538 | 23 411 | 23 207 | 23 715 | 23 824 | 23 890 | 24 006 | 24 262 |
|               | 1968   | 1982   | 1990   | 2006   | 2013   | 2015   | 2017   | 2019   | 2020   | 2022   |

## Látnivalók
- Castel d'Andorte
- La Villa Jeanne

## Testvérvárosok
- Németország Arnstadt 1995-óta